# Sumit Antil
Sumit Antil (Sonipat, 6 luglio 1998) è un atleta paralimpico indiano specializzato nel lancio del giavellotto e classificato F64 a causa di un incidente motociclistico che nel 2015 lo portò all'amputazione della gamba sinistra sotto il ginocchio.

## Biografia
Prima dell'incidente motociclistico praticava il wrestling e nel 2018, dopo tre anni dalla perdita della parte inferiore della gamba sinistra, inizia a praticare l'atletica leggera. Quello stesso anno prende parte ai Giochi para-asiatici di Giacarda, dove conclude al quinto posto la gara del lancio del giavellotto F42-44/16-64.
Nel 2019 prende parte ai campionati del mondo paralimpici di Dubai, dove conquista la medaglia d'argento e il record mondiale paralimpico del lancio del giavellotto F64 con la misura di 62,88 m.
Ai Giochi paralimpici di Tokyo del 2021 si laurea campione paralimpico del lancio del giavellotto F64 migliorando ulteriormente il record mondiale della specialità e portandolo a 68,55 m.

## Record nazionali
- Lancio del giavellotto F64: 68,55 m  ( Tokyo, 30 agosto 2021)

## Palmarès
| Anno | Manifestazione       | Sede     | Evento                              | Risultato | Prestazione | Note |
| ---- | -------------------- | -------- | ----------------------------------- | --------- | ----------- | ---- |
| 2018 | Giochi para-asiatici | Giacarta | Lancio del giavellotto F42-44/61-64 | 5º        | 56,29 m     |      |
| 2019 | Mondiali paralimpici | Dubai    | Lancio del giavellotto F64          | Argento   | 62,88 m     |      |
| 2021 | Giochi paralimpici   | Tokyo    | Lancio del giavellotto              | Oro       | 68,55 m     |      |